# Aleksandria (województwo łódzkie)
Aleksandria – wieś w Polsce położona w województwie łódzkim, w powiecie zgierskim, w gminie Ozorków.
W latach 1975–1998 miejscowość administracyjnie należała do ówczesnego województwa łódzkiego.

## Komunikacja
Przez teren wsi przebiega droga krajowa 91. Znajdował się tu też przystanek linii tramwajowej 46, łączącej Łódź z Ozorkowem.